# Synalpheus thele
Synalpheus thele is een garnalensoort uit de familie van de Alpheidae. De wetenschappelijke naam van de soort is voor het eerst geldig gepubliceerd in 2009 door MacDonald, Hultgren & Duffy.